# 313
313（三百十三、三一三、さんびゃくじゅうさん）は、自然数また整数において、312の次で314の前の数である。

## 性質
- 313は65番目の素数であり、1つ前は311、次は317。
  - 約数の和は314。
- (311, 313) は20番目の双子素数である。1つ前は (281, 283) 、次は (347, 349)。
- 41番目の回文数である。1つ前は303、次は323。
  - 11番目の回文素数である。1つ前は191、次は353。
  - 二進数において回文数になる34番目の数である。1つ前は297、次は325。(オンライン整数列大辞典の数列 A006995)
    - 二進数と十進数両方において回文数になる8番目の数である。1つ前は99、次は585。(オンライン整数列大辞典の数列 A007632)
      - 二進数と十進数両方において回文素数になる4番目の数である。1つ前は7、次は7284717174827。(オンライン整数列大辞典の数列 A046472)

    - 313 = 100111001(2)
- オイラーの示した素数を導く式 n2+ n + 41 で導き出せる17番目の素数である。1つ前は281、次は347。
- 1 と 3 を使った6番目の素数である。1つ前は311、次は331。(オンライン整数列大辞典の数列 A020451)
  - 31…13 の形の最小の素数である。次は3111111111113。(オンライン整数列大辞典の数列 A068650)
- 末尾の2桁が13の3番目の素数である。1つ前は113、次は613。(オンライン整数列大辞典の数列 A244763)
- 各位の和が7になる23番目の数である。1つ前は304、次は322。
  - 各位の和が7になる数で素数になる7番目の数である。1つ前は241、次は331。(オンライン整数列大辞典の数列 A062337)
- 各位の積が9になる8番目の数である。1つ前は191、次は331。(オンライン整数列大辞典の数列 A034056)
  - 各位の積が9になる数で3番目の素数である。1つ前は191、次は331。(オンライン整数列大辞典の数列 A107695)
- 1/313 は循環節の長さが312の循環小数になる。
  - 逆数が循環小数になる数で循環節が312になる最小の数である。次は626。
  - 循環節が n − 1 である巡回数を作る24番目の素数である。1つ前は269、次は337。
  - 循環節が n になる最小の数である。1つ前の311は4344673058714954477761314793437392900672885445361103905548950933、次の313は1879。(オンライン整数列大辞典の数列 A003060)
- 313 = 122 + 132
  - 異なる2つの平方数の和で表せる94番目の数である。1つ前は306、次は314。(オンライン整数列大辞典の数列 A004431)
  - n = 12 のときの n2 + (n + 1)2 の値とみたとき1つ前は265、次は365。(オンライン整数列大辞典の数列 A001844)
    - n2 + (n + 1)2 で表せる7番目の素数である。1つ前は181、次は421。(オンライン整数列大辞典の数列 A027862)

  - 13番目の中心つき四角数である。
- 313 = 52 + 122 + 122 = 62 + 92 + 142
  - 3つの平方数の和2通りで表せる76番目の数である。1つ前は310、次は317。(オンライン整数列大辞典の数列 A025322)
  - 313 = 62 + 92 + 142
    - 異なる3つの平方数の和1通りで表せる90番目の数である。1つ前は312、次は323。(オンライン整数列大辞典の数列 A025339)

## その他 313 に関連すること
- 日本の道路標識313は、転回禁止。
- 313系または313形の鉄道車両
  - JR東海313系電車
  - 西鉄313形電車
- イネ（稲）の品種、ひとめぼれの農林登録番号は、水稲農林313号。
- ゼイリン(USS Zeilin, DD-313)は、アメリカ海軍の駆逐艦。
- ウィリアム・C・ロウ(USS William C. Lawe, DE-313)は、アメリカ海軍の護衛駆逐艦。（未建造）
- パーチ (USS Barbero, Perch, SS/SSP/ASSP/APSS/LPSS/IX-313) は、アメリカ海軍の潜水艦。
- バドルの戦いでイスラム教の開祖ムハンマドは313人の信者を率いてクライシュ族と戦った。